# La Madrague (chanson)
Pour les articles homonymes, voir Madrague (homonymie).
La Madrague est une chanson écrite par Jean-Max Rivière, composée par Gérard Bourgeois et chantée par Brigitte Bardot en 1963.
La Madrague reste aujourd'hui une des chansons les plus connues de Brigitte Bardot.

## Histoire
La chanson La Madrague, écrite en 1962, n'est pas la première chanson que Jean-Max Rivière a livrée à Brigitte Bardot. Mais elle marque les débuts de sa collaboration avec Gérard Bourgeois. Jean-Max Rivière se rappelle : « J’ai reçu, un jour, un coup de fil d’un gars qui se disait pianiste et voulait me rencontrer. Nous avons fait connaissance un soir, autour de quelques bouteilles. J’avais le début des paroles, « Sur la plage abandonnée… ». Gérard s’est mis au piano et la chanson est venue comme ça. » Dans une autre interview, Jean-Max Rivière précise qu’ils avaient composé La Madrague au lendemain de leur première rencontre, un matin, dans le Studio Wacker, rue de Douai dans le 9e arrondissement à Paris, un studio surtout consacré à la danse. La chanson est déposée à la Sacem le 19 octobre 1962.  
La chanson est inspirée de la propriété que Brigitte Bardot avait achetée à Saint-Tropez en 1958. « Jean-Max Rivière a eu l'idée merveilleuse de mettre en musique les sentiments simples, joyeux et nostalgiques que le lieu lui inspirait à travers moi », témoigne Brigitte Bardot, pour qui cette chanson est la préférée de son répertoire. 
Brigitte Bardot a interprété cette chanson pour la première fois à la télévision française, le 8 juin 1967, lors de l'émission Le Palmarès des chansons - Spécial Dalida. Puis, le 1er janvier 1968, lors de la première diffusion télévisée du Show Bardot, sur la deuxième chaîne de l'ORTF, est diffusé un clip de la chanson, qui a été tourné à La Madrague,. Dans cette vidéo réalisée par François Reichenbach, l'actrice et chanteuse, pieds nus, en chemise et en pantalon, déambule entre la plage et sa maison.

## Reprises et interprétations
- La chanson a été reprise en 1996 par Indigo, groupe français soutenu par la Fondation France Telecom et l'Adami, dans son album Carnets de vol.
- La chanson a été reprise en 2006 par Zong, groupe réunionnais de musique électronique, sur son album Paradis thématik.
- La chanson a été reprise en 2006 par Laurent Voulzy dans l'album RCA La Septième Vague
- Le 26 mai 2009, la chanteuse Camélia Jordana, dans le cadre de la saison 2009 de l'émission Nouvelle Star, interprète à son tour La Madrague, prestation pour laquelle les membres du jury lui décernent une notation de 3 « bleus » (jugement favorable).
- Sortie le 28 septembre 2009, jour des 75 ans de B.B., La Madrague est le premier single de l'album de Marie-France, Marie-France visite Bardot (JPB Production). La pochette est illustrée par Pierre et Gilles.
- La chanteuse Loana reprend en 2010 la chanson originelle, dans une nouvelle version. Lors du tournage du clip vidéo de la chanson, Loana aurait annoncé que Brigitte Bardot s'apprêtait à ouvrir les portes de « La Madrague », sa propriété de Saint-Tropez, pour lui permettre d'y tourner quelques séquences filmées. Assertion démentie par Bernard d'Ormale, le mari de Brigitte Bardot : « Il faut qu’elle arrête de raconter n’importe quoi pour faire parler d’elle. Jamais Brigitte n’ouvrira La Madrague à Loana. Comme Paris Hilton, elle fait partie de ces people qui sont des inutilités. Je ne comprends pas que certains médias s’engouffrent là-dedans… »[7].
- Reprise par Angèle, dans une version au piano en 2018.

## Utilisation dans la culture populaire
La chanson est présente dans le film américain L'Ombre d'Emily (2018) de Paul Feig et elle retentit pendant le générique du film La fille de Monaco (2008) de Anne Fontaine.
Damien Saez y rend hommage dans la chanson Plage abandonnée en 2022 dans les paroles mais également dans le titre et la pochette. Elle met en scène la chanteuse et mannequin Ana Moreau, muse de l’artiste, grimée en Brigitte Bardot.
Ana Moreau fait référence à La Madrague dans sa chanson Shalala en 2023 sur l'album J'ai rêvé hier soir, en évoquant Saint-Tropez et sa « plage abandonnée ».